# Giải bóng đá nữ U18 quốc gia 2007
Giải bóng đá nữ U18 quốc gia 2007 là giải bóng đá nữ dành cho lứa tuổi dưới 18 tuổi, đây là mùa giải đầu tiên do VFF tổ chức. Đây là giải đấu thường niên do Liên đoàn bóng đá Việt Nam tổ chức nhằm tìm kiếm các tài năng bóng đá nữ, đồng thời qua đó bổ sung lực lượng kế cận cho đội tuyển bóng đá nữ trực thuộc các tỉnh thành và đội tuyển nữ quốc gia. Giải bóng đá nữ U18 Quốc gia năm 2007 diễn ra từ ngày 18/6 đến ngày 26/8 với 6 đội bóng tham dự là đội chủ nhà Hà Tây, Than Khoáng Sản Việt Nam, Thái Nguyên, Hà Nội, Thành phố Hồ Chí Minh và Hà Nam.

## Điều lệ giải
Giải bóng đá nữ U18 quốc gia áp dụng luật thi đấu bóng đá 7 người do Ủy ban Thể dục Thể thao ban hành năm 2001. Các đội bóng sẽ thi đấu theo phương thức vòng tròn một lượt và tính điểm xếp hạng. Mỗi đội bóng được phép đăng ký tối đa 5 quan chức và 18 cầu thủ. Tuy nhiên, trong mỗi trận đấu, mỗi đội chỉ được quyền đăng ký 7 cầu thủ chính thức và 7 cầu thủ dự bị. Thời gian diễn ra mỗi trận đấu gồm hai hiệp, mỗi hiệp 25 phút, thời gian nghỉ giữa hiệp là 10 phút.

## Cơ cấu giải thưởng
| Cơ cấu giải thưởng năm 2007           | Cơ cấu giải thưởng năm 2007 | Cơ cấu giải thưởng năm 2007 |
| ------------------------------------- | --------------------------- | --------------------------- |
| Tên giải thưởng                       | Số tiền thưởng              | Ghi chú                     |
| Đội vô địch                           | 40.000.000 VNĐ              |                             |
| Đội Hạng nhì                          | 25.000.000 VNĐ              |                             |
| Đội Hạng ba                           | 15.000.000 VNĐ              |                             |
| Đội đoạt phong cách                   | 10.000.000 VNĐ              |                             |
| Cầu thủ xuất sắc nhất giải            | 2.000.000 VNĐ               |                             |
| Cầu thủ ghi nhiều bàn thắng nhất giải | 1.000.000 VNĐ               | (*)                         |

Chú thích(*) Nếu trường hợp cầu thủ ghi được số bàn thắng bằng nhau, thì giải thưởng sẽ được chia đều cho các cầu thủ đó.

## Bảng xếp hạng
| TT | Đội                             | Trận | Thắng | Hòa | Thua | Hiệu số | Điểm |
| 1  | U18 nữ Hà Tây                   | 5    | 4     | 0   | 1    | 12/1    | 12   |
| 2  | U18 nữ Phong Phú Hà Nam         | 5    | 4     | 0   | 1    | 10/1    | 12   |
| 3  | U18 nữ Thái Nguyên              | 5    | 2     | 1   | 2    | 6/4     | 7    |
| 4  | U18 nữ Hà Nội                   | 5    | 1     | 3   | 1    | 1/2     | 6    |
| 5  | U18 nữ Hồ Chí Minh              | 5    | 1     | 1   | 3    | 4/12    | 4    |
| 6  | U18 nữ Than Khoáng Sản Việt Nam | 5    | 0     | 1   | 4    | 3/12    | 1    |

## Kết quả chi tiết
|                          | Hà Tây | Than Khoáng Sản Việt Nam | Thái Nguyên | Thành phố Hồ Chí Minh | Hà Nội | Hà Nam |
| ------------------------ | ------ | ------------------------ | ----------- | --------------------- | ------ | ------ |
| Hà Tây                   | xxx    | 3-0                      | 2-0         | 5-0                   |        | 2-0    |
| Than Khoáng Sản Việt Nam |        | xxx                      |             | 1-2                   |        |        |
| Thái Nguyên              |        | 4-0                      | xxx         |                       | 0-0    |        |
| Thành phố Hồ Chí Minh    |        |                          | 1-2         | xxx                   |        |        |
| Hà Nội                   | 1-0    | 0-0                      |             | 0-0                   | xxx    |        |
| Hà Nam                   |        | 3-2                      | 1-0         | 4-1                   | 2-0    | xxx    |

(Hàng dọc: đội chủ nhà; Hàng ngang: đội khách)

## Tổng kết mùa giải
- Đội vô địch: U18 nữ Hà Tây
- Đội thứ Nhì: U18 nữ Phong Phú Hà Nam
- Đội thứ Ba: U18 nữ Thái Nguyên
- Đội đoạt giải phong cách: U18 nữ Thái Nguyên
- Cầu thủ ghi nhiều bàn thắng nhất: Vũ Thị Nhung (21- Hà Tây)
- Cầu thủ xuất sắc nhất giải: Bùi Thuý An (5- Hà Tây).